# Ford Granada (Noord-Amerika)
De Ford Granada was een automodel van Ford dat werd geïntroduceerd in Noord-Amerika in 1975. De Granada verscheen er samen met een goedkopere variant, de Mercury Monarch. In 1977 kwam er met de Lincoln Versailles ook een duurdere versie. De Amerikaanse Granada had niets te maken met de al bestaande Europese Granada.

## Geschiedenis

### 1975-1980
De Granada werd gelanceerd als concurrent voor de gelijkaardige Mercedes-Benz 280SE en was te verkrijgen als 2-deur coupé en 4-deur sedan. Het model zou oorspronkelijk de Ford Maverick opvolgen, maar die laatste bleef uiteindelijk nog drie jaar in productie om dan te worden opgevolgd door de Ford Fairmont.
De Ford Granada (en de Mercury- en Lincoln-versies) werden gebouwd op een compact platform dat dateerde van de Ford Falcon uit 1960. Er waren vier motoren voorhanden; Twee 6-cilinders en twee V8-motoren. De zescilinders hadden een inhoud van 3,3 l en 4,1 l. De V8's waren 5,0 l en 5,8 l groot. De motor kon gekoppeld worden aan een manuele drie- of vierversnellingsbak of een automaat met drie versnellingen.
De Amerikaanse Granada werd gebouwd in Wayne (Michigan) en Mahwah (New Jersey). Van 1976 tot 1977 werd ook een Ghia-versie gebouwd die Ford Granada Sports Coupé heette. Mercury kreeg daarvan een kopie met de Monarch S. Het pakket hield onder andere een sterkere wielophanging, velgen, koetswerkstrepen en een speciaal interieur in. Tussen 1978 en 1980 was de Sports Coupé vervangen door de ESS, wat stond voor European Sport Sedan.

### 1981-1982
Voor modeljaar 1981 kreeg de Granada een nieuw platform dat in 1978 was gelanceerd met de Ford Fairmont. Ook de Mercury Monarch kreeg dit platform, maar ging daarop verder als de Mercury Cougar. De Granada kreeg nu standaard een 2,3 liter vier-in-lijn en was ook verkrijgbaar met een 5,8 liter V8. In modeljaar 1982 verscheen ook een stationwagen-versie van de Granada.
Deze tweede generatie van de Granada presteerde slecht qua verkopen. In 1983 werd de verbetering van het model op de markt gebracht als Ford LTD en verdween de naam Granada.